# 阿尔瓦德埃尔特斯
阿尔瓦德埃尔特斯，是西班牙卡斯蒂利亚-莱昂萨拉曼卡省的一个市镇。 总面积22平方公里，总人口258人（2001年），人口密度12人/平方公里。